# 圆黍蜗牛
圆黍蜗牛（学名：Parasitala reinhardti），是柄眼目鳖甲蜗牛科Parasitala的一种。主要分布于台湾，常栖息在中低海拔山区，灌木底层。